# Thorvald Eriksson
Thorvald Eriksson (Þorvaldr Eiríksson) (975 - 1006) was een zoon van Erik de Rode en broer van Leif Eriksson, Thorstein Eriksson en Freydís Eiríksdóttir.
Hij leidde een expeditie van ongeveer dertig man naar Amerika, naar een gebied dat de Vikingen Vinland (Wijnland) noemden. Hij werd gedood door een pijl van de Indianen, door de Vikingen Skraelingen genoemd. Thorvald was de eerste Viking die in het nieuwe land begraven werd.